# A cinkotai kántor
A cinkotai kántor egy népmese (általában Mátyás király-meseként ismert), valamint az ezt feldolgozó rajzfilm címe; illetve a művek főhőse. A Magyar néprajzi lexikon szerint a történet különböző változatai világszerte ismertek, a mese legkorábbi ismert változata a 9. századból, az egyiptomi koptoktól származik, Európában a 13. századtól ismert.

## Tartalma
A népmese története szerint a cinkotai plébános egy régi okiratot (más változat szerint egy alapkövet) talál, ami a kántor szerint azt igazolja, hogy Cinkotán egykor gazdag apátság állt. A falu plébánosa – a kántor biztatására – az „igazságos Mátyás király” elé megy, és kéri, hogy nevezze ki őt apátnak. A király próbatétel elé állítja a plébánost; hajlandó teljesíteni annak kérését, ha felel három kérdésére. Az együgyű plébános nem tud a kérdésekre válaszolni (más változat szerint nem mer a király elé állni). A kérdéseket végül a kántor válaszolja meg. 
A három kérdés és a „helyes” válaszok a Magyar néprajzi lexikon szerint:
1. Hol kel fel a nap? – A királynak Budán, a kántornak Cinkotán.
2. Mennyit ér a király? – Isten után első a király. Ha Krisztusért 30 ezüstöt adtak, a király megér 29-et.
3. Mit gondol a király? – A király azt gondolja, hogy a cinkotai plébánossal beszél, pedig csak a kántorral.

A rajzfilm szerint a három kérdés és a kántor válaszai:
1. Mire gondol most a király? – Hogy megint a cinkotai plébános áll a király előtt, pedig annak csak a legkisebb szolgája, a kántor – álöltözetben.
2. Hány kanál víz van a tengerben? – Az ember kezével mérhetetlenül sok, a jóisten kanalával csak egy.
3. Hol kel fel a nap? – Néked Budán, nékem Cinkotán.

Mátyás király felajánlja a bölcs kántornak az apáturaságot, de a kántor ezt az ajánlatot visszautasítja, ehelyett inkább csak azt kéri a királytól, hogy Cinkotán legyen nagyobb az iccéskupa. A mese azzal a csattanóval ér véget, hogy bár az iccéskupa kétszer akkora lesz Cinkotán, de az nem fordult meg a kántor fejében, hogy az ára is kétszeresére nő.
A Magyar néprajzi lexikon szerint ez a motívum megjelenik Kiss János Elmés mulatságok és Jókai Mór A magyar nép élce szép hegedűszóban című gyűjteményében.
A 13 részes Mesék Mátyás királyról című rajzfilmsorozat (1981-ben készült) negyedik része feldolgozza a népmesét.
A kántor alakját a Mátyás diák, vagy a cinkotai nagyitce három felvonásos népszínmű is megörökítette. Írója Balogh István, eredeti zeneszerzője Szerdahelyi József volt. Ősbemutatója 1844. június 29-én volt.

## Érdekességek
- Cinkota egykor önálló település volt, melyből a Nagy Itzéhez címzett fogadót is magába foglaló terület 1923-ban Sashalom néven önálló nagyközségként kivált. 1950 óta mindkettő Budapest egyik városrésze a XVI. kerületben.[2]
- Az icce régi magyar űrmérték, helyenként és koronként változó, általában 7-8 dl folyadékot – többnyire bort – jelölt.
- 1903 decemberében a kassai Kazinczy-kör irodalmi estélyén olvasta fel a kör titkára, Kovács Zsigmond A cinkotai kántor című saját költeményét, amit a Felsőmagyarország hozott le még abban az évben tárcaként.[3]
- 1847. május 13-án Petőfi Sándor is megemlíti Kerényi Frigyeshez írt levelében („Mingyárt a Rákos mellett esik Cinkota, hol híres kántor s egyik nagyapám szendereg az úrban.”)[4]
- Erről a történetről kapta a nevét a cinkotai Nagyicce vendéglő, de ezen a néven kettő is működött, ráadásul egymás mellett:
  - Az ismertebb egy 1912-ben emelt kocsma épület, amit a kétezres évek elején bontották le,  helyén autószalont emeltek.
  - Az eredeti fogadó épületét, amit a hagyomány szerint a legendához kötnek (bizonyos leírások szerint már a 15. században is ott állt, valójában azonban a 2000-es évekig megtalált, a területről szóló legkorábbi írásos adat 1801-ből származik) 2014–2015-ben bontották el, helyére autómosó épült. Az eredeti épületből egy néhány négyzetméteres, irodának szánt részt meghagytak. A téglák közül előkerültek Beniczky Ádám cinkotai téglagyárából származók is, 1836-os és 1839-es évszámokkal. A mosó tulajdonosa a Nagyicce fogadó emlékezetére az épület címeres tégláiból emelt tárlóba egy a helytörténeti gyűjtemény által tervezett történelmi tablót helyezett el, ami szabadon megtekinthető. Míg nevét, 1916 óta,[5] az egykori vendéglővel szemben lévő (József főherceg telepről átkeresztelt[5]) Nagyicce megállóhely őrzi.